# Păuleni-Ciuc
Păuleni-Ciuc (in ungherese Csíkpálfalva) è un comune della Romania di 1 767 abitanti, ubicato nel distretto di Harghita, nella regione storica della Transilvania.
Il comune è formato dall'unione di 3 villaggi: Delnița, Păuleni-Ciuc, Șoimeni.
La maggioranza della popolazione (circa il 98%) è di etnia Székely.